# Bořislav
Bořislav (németül: Borislau) község Csehországban, Teplicei járásban. Bořislav Velemín, Rtyně nad Bílinou, Žalany, Žim és Řehlovice településekkel határos. Lakosainak száma 418 fő (2024. január 1.).

## Népesség
A település lakosságának változását az alábbi diagram mutatja:
| Lakosok száma | 436  | 403  | 543  | 556  | 332  | 297  | 392  | 385  | 398  | 418  |
|               | 1869 | 1890 | 1921 | 1950 | 1980 | 2001 | 2017 | 2019 | 2022 | 2024 |